# جوني رايلي
جوني رايلي (بالإنجليزية: Johnny Riley)‏ هو لاعب دوري الرغبي أسترالي، ولد في 22 يونيو 1939.